# Batalla del Aguasnegras
La Batalla del Aguasnegras es una batalla ficticia que tiene lugar en la saga de libros Canción de hielo y fuego. Se trata de un enfrentamiento entre las fuerzas de dos de los pretendientes al Trono de Hierro, Joffrey Baratheon y Stannis Baratheon, a las puertas de la capital, Desembarco del Rey.

## Antecedentes
Tras la muerte del rey Robert Baratheon, se desató una pelea sucesoria entre los distintos miembros de la Casa Baratheon. El hijo de Robert, Joffrey Baratheon, reinaba desde Desembarco del Rey, pero su legitimidad era puesta en duda por sus dos tíos, Stannis Baratheon y Renly Baratheon. A ello había que sumar una rebelión de la Casa Stark liderada por Robb Stark, proclamado por sus vasallos como Rey en el Norte.
Stannis Baratheon fue el primero en declarar a Joffrey bastardo y autoproclamarse Rey de los Siete Reinos, después Renly se autoproclamó Rey con el apoyo de las Casas de las Tierras de Tormentas y de la Casa Tyrell, aún sabiendo que Stannis tenía mayores derechos al trono. Cuando ambos hermanos estaban a punto de enfrentarse, Renly muere en misteriosas circunstancias y Stannis obtiene al apoyo de los lores de las Tierras de Tormentas, no así de los Tyrell y los Señores del Dominio (exceptuando la Casa Florent, familia de su esposa).
El primer movimiento de Stannis es partir a la capital, Desembarco del Rey, sabiendo que los principales apoyos de Joffrey, la Casa Lannister, se hallaban combatiendo a los Stark en las Tierras de los Ríos. Por su parte, el mando en Desembarco del Rey lo ostentaba Tyrion Lannister, Mano del Rey en funciones y que se encargó de preparar la defensa de la capital. Tyrion dobló la Guardia de Desembarco del Rey (los conocidos como «Capas Doradas»), ordenó construir una inmensa cadena con la bloquear la bahía del río Aguasnegras y acumuló grandes cantidades de fuego valyrio.

## Fuerzas
Stannis Baratheon contaba con alrededor de 35.000 hombres: las tropas de las Casas de las Tierras de Tormentas, las de la Casa Florent, mercenarios y jinetes libres. En conjunto eran: 15.000 hombres de a pie y 20.000 caballeros o jinetes libres. Contaba además con una poderosa Armada, debido a que Stannis había sido Consejero Naval de su hermano Robert y contaba con el apoyo de parte de la Armada Real. Stannis sumaba también 40 galeras piratas del Mar Angosto, muchas de ellas al mando del lyseno Salladhor Saan y con 40 galeras mercenarias de Tyrosh; entre buques de guerra y transporte, Stannis sumaba una flota de alrededor de 200 barcos.
En Desembarco del Rey, la situación era mucho más delicada. Los Lannister apenas disponían de unos 5.000 Capas Doradas, muchos de ellos reclutas sin experiencia o de escasa lealtad, contaban con 800 mercenarios, la mayoría de ellos parte de la escolta personal del propio Tyrion Lannister y una cantidad desconocida de hombres de las Casas de las Tierras de la Corona como los Rosby o los Stokeworth. Tyrion además envió a unos 300 hombres de los Clanes de las Montañas de la Luna para que actuaran como una guerrilla y saquearan las líneas de suministro de Stannis. En cuanto a su flota, únicamente disponían de la Armada Real, unos 47 buques que se hallaban en tremenda inferioridad numérica respecto a la flota de Stannis.

## La batalla
Stannis, después de acabar con los salvajes quemando el Bosque Real, dividió sus fuerzas en dos huestes. La marina, comandada por Ser Imry Florent, batiría a la pequeña flota legitimista y la empujaría río arriba, tendiendo puentes de barcos sobre el Aguasnegras. Entonces, la caballería (a la que mandaría él mismo) cruzaría la corriente y aprovecharía su superioridad numérica para tomar la ciudad. El plan fue criticado por Davos Seaworth, que decía que en el río la superioridad de su flota sobre la de Joffrey sería más una molestia que una ayuda, pero se llevó a cabo. Por otra parte, Tyrion Lannister organizó a sus fuerzas para combatir en las murallas y en campo abierto, para impedir a las tropas de Stannis entrar en la ciudad. Construyó tres catapultas para apoyar a los escorpiones de las murallas en el bombardeo al ejército rebelde. Algunos de los proyectiles eran personas, pertenecientes a la conspiración de los Hombres Astados que pretendía traicionar a Joffrey. Asimismo, tomó medidas como decretar un toque de queda para permitir a los soldados moverse con libertad por la capital.
La batalla fue inicialmente favorable a Stannis. Efectivamente, su flota destrozó a la de Joffrey y la empujó río arriba. Bajo el fuego enemigo, descargó soldados en la orilla y empezó a tender puentes de barcos. Sin embargo, cuando toda la flota estuvo en el río, los barcos comenzaron a chocar contra buques hundidos, que liberaron fuego valyrio y los prendieron. Mientras, las catapultas y escorpiones lanzaron más sustancia y convirtieron el río en un infierno. En ese momento, de las dos torres surgió una enorme cadena, que impidió cualquier posibilidad de retirada.
A pesar de eso, los puentes se tendieron y la infantería de Stannis empezó a cruzar el río. Acercaron varios arietes a la Puerta del Rey, que fueron rechazados por los defensores al mando del Guardia Real Sandor Clegane. Sin embargo, el campo de batalla estaba ardiendo y Sandor temía al fuego, por lo que se insubordinó y se negó a volver a salir. Tyrion Lannister le sustituyó y lanzó un vigoroso contraataque, en el que llegó hasta el río y destruyó varios puentes.
Sin embargo, Stannis habría ganado la batalla, gracias a su superioridad numérica y a las diezmadas tropas de Joffrey que estaban perdiendo terreno, si no hubiera sido por dos elementos. El primero, que Petyr Baelish había conseguido una alianza matrimonial con los Tyrell, cuyas fuerzas subían por el Camino de las Rosas. El segundo, que gracias a la suerte Tywin Lannister había sido derrotado al tratar de cruzar el Forca Verde. Esto le había retrasado lo suficiente como para poder recibir las órdenes de su hijo y había podido unirse a las fuerzas Tyrell. Ambos ejércitos sorprendieron al de Stannis por la espalda. Además, y por iniciativa de Petyr Baelish, Ser Garlan Tyrell (segundo hijo de Mace Tyrell) se puso la armadura de Renly para hacer creer a los soldados que había resucitado, causando confusión y pánico en las tropas de Rocadragón.
Al ver la batalla perdida, muchos de los señores de Stannis se rindieron de inmediato, mientras Rolland Tormenta dirigía una retirada parcialmente ordenada que permitió que la retaguardia del ejército de Stannis sobreviviera y regresara a las naves.

## Consecuencias
La consecuencia más importante de la Batalla del Aguasnegras fue el hundimiento casi definitivo de la causa de Stannis y, como rebote, el reforzamiento extraordinario de la posición del rey Joffrey. Efectivamente, y aunque el propio Stannis salió vivo, perdió su flota y sus señores vasallos se pasaron a los Lannister que, tras la alianza con Altojardín, pudieron formar un gran frente suroriental para hacerle frente a los norteños del rey Robb. A la larga, el desequilibrio de poder que quedó en los Siete Reinos tras la batalla acabaría afectando a la causa del Rey en el Norte.
Por otra parte, las relaciones nobiliarias y vasalláticas en los territorios sureños quedaron prácticamente intactas, salvo en el caso de los Florent, que seguían apoyando a Stannis y cuyo feudo fue entregado a ser Garlan el Galante.

## Adaptación televisiva
En Game of Thrones, la adaptación televisiva de la obra llevada a cabo por la HBO, la batalla es narrada desde los puntos de vista de Tyrion Lannister (Peter Dinklage), Davos Seaworth (Liam Cunningham) y Stannis Baratheon (Stephen Dillane).
Tyrion organiza la defensa ordenando reunir grandes cantidades de fuego valyrio y poniendo al mando de los Capas Doradas a Sandor Clegane (Rory McCann) y a Bronn (Jerome Flynn). Stannis, por su parte, pone al mando de su flota a Ser Davos Seaworth y les ordena llegar hasta la bahía del río Aguasnegras. Sin embargo, la estratagema de Tyrion da resultando cuando el fuego valyrio prende y destruye casi por completo la flota de Stannis. Este, junto sus hombres restantes, desembarca y pone asedio a la capital.
Sandor Clegane y Bronn lideran a los defensores, pero cuando observa todo el fuego diseminado por el campo de batalla, Sandor deserta. Tyrion dirige entonces a los defensores en una nueva carga contra los hombres de Stannis, pero cae inconsciente cuando es atacado por uno de los miembros de la Guardia Real. Todo parece aparentar que Stannis tomará la capital, pero es entonces cuando un ejército ataca por la retaguardia a Stannis; se trata del ejército Lannister-Tyrell al mando de Tywin Lannister, el cual derrota a Stannis y lo obliga a retirarse.